# آلباتروس دی۶
آلباتروس دی۶ (به انگلیسی: Albatros_D.VI) یک هواگرد از نوع جنگنده ساخت شرکت آلباتروس فلوکتسایک‌ورک در آلمان است. در مجموع، تعداد ۱ فروند از این هواگرد ساخته شده‌است.